# Кварто II - Кајно (Изернија)
Кварто II - Кајно је насеље у Италији у округу Изернија, региону Молизе.
Према процени из 2011. у насељу је живело 14 становника. Насеље се налази на надморској висини од 447 м.